# Journal of a Voyage to New South Wales

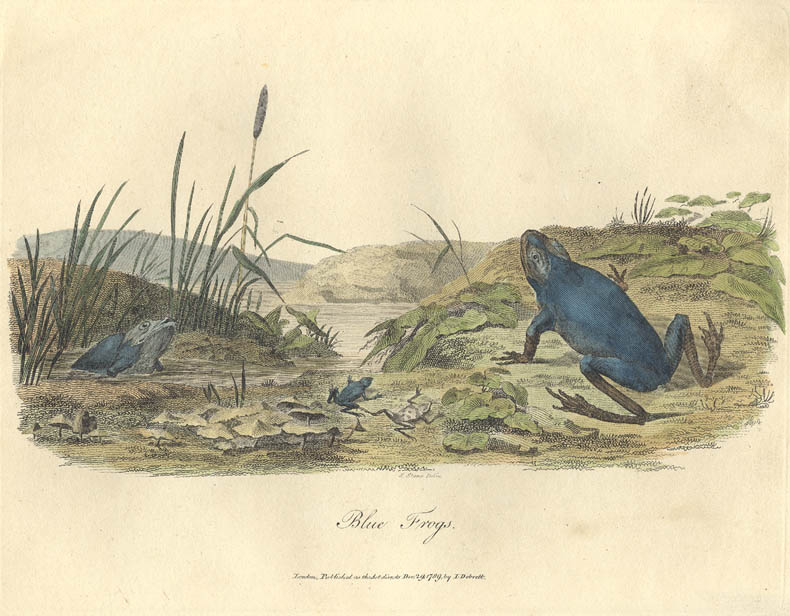
Planxa original de White a Journal of a Voyage to New South Wales sobre la reineta gegant australiana

Journal of a Voyage to New South Wales (Diari d'un viatge a Nova Gal·les del Sud), és un llibre de l'any 1790 escrit per John White que va ser el primer a descriure la granota Litoria caerulea, la qual posteriorment va ser anomenada granota arborícola de White.
Conté 65 planxes d'il·lustracions d'animals no descrits, ocells, llangardaixos, serps, pinyes curioses d'arbres i altres produccions naturals".
Va ser imprès a Londres per J. Debrett el 1790. El llibre va tenir un gran èxit i aviat es va traduir a l'alemany, el suec i al francès.